# محمد هيكل (ملاكم)
محمد هيكل (مواليد 10 يناير 1979) هو ملاكم مصري، مثّل بلاده في الألعاب الأولمبية الصيفية في دورات 2000 و2004 و2008 و2012.

## روابط خارجية
محمد هيكل على موقع أوليمبيديا (الإنجليزية)